# Tabák Endre
Tabák Endre (Kecskemét, 1908. augusztus 11. – Budapest, 1994. május 8.) magyar nemzeti labdarúgó-játékvezető, sportvezető, sportíró, publicista. Beceneve Bubu.

## Pályafutása
Játékvezetésből 1930-ban Szolnokon Szolnoki MTE titkáraként vizsgázott, hogy megmutassa kollégáinak, hogyan kellene mérkőzést vezetni. 1934-től a Közép-magyarországi Labdarúgó Alszövetség (KöLASz) által üzemeltetett bajnokságokban I. fokú játékvezetőként tevékenykedett. Küldési gyakorlat szerint rendszeres partbírói szolgálatot is végzett. A nemzeti játékvezetéstől 1948-ban visszavonult. 
A második világháborút követően részt vett a Magyar Labdarúgó-szövetség újjászervezésében. 1945-től a Közép Magyarországi Kerület Játékvezető Testületének főtitkára. A labdarúgás országos vezetői – dr. Ries István és dr. Ábrai Zsigmond – felfigyeltek sportszervezői képességeire.1948–1960 között az országos Játékvezető Testület (JT) főtitkára. Az MLSZ elnökségének tagja volt, közben közreműködött a mezítlábas bajnokság szervezésében. Az Országos Torna és Sportbizottság (OTSB) megalakulása után osztályvezetői megbízást kapott, egyben a JT szakfelügyelője lett. A hazai és a nemzetközi játékvezetői tanfolyamok állandó előadója. 1963 decemberétől a Magyar Testnevelési és Sportszövetség elnökhelyettese és országos tanácsának tagja lett.
1950. márciusban a Magyar Futballbírák Testületének (JT) főtitkára Tabák Endre a játékvezetők részére egységes felszerelést alakított ki. A felső ruházat fekete ing, JT emblémával, fehér gallérral, az újak és a nyak fehér szegéllyel. Fekete sportnadrág, fekete sportszár fehér szegéllyel.

## Írásai
1923-tól a Szolnokon megjelenő Sport és Művészet című lap munkatársa, később szerkesztője. Népsport főszerkesztője, újságíró. Az Olaszországban megjelenő L'Arbitro (A játékvezető) című lap szerkesztője, a német nyelvű Schiedsrichter Zeitung állandó munkatársa volt. 1957–1959 között a Képes Sport munkatársa, a Sport és Tudomány főszerkesztője. 1958-tól a Népsport labdarúgórovatának vezetőjeként, majd 1962–1969 között a lap főszerkesztőjeként dolgozott. 1959-től a Játékvezető és a Labdarúgás című szaklapokban rendszeresen jelentek meg írásai. Nyugdíjba vonulását követően 1969-1989 között Labdarúgás című szaklap főszerkesztője.
Jelentős szakirodalmi tevékenységet fejtett ki.

### Kötetei
- Ábrai Zsigmond–Tabák Endre: A labdarugó játékvezetés iskolája; Magyar Labdarugó Játékvezetők Testülete, Bp., 1948
- A játékvezetők kézikönyve, 1953
- Játékvezetők könyve; 2., jav. kiad.; Sport, Bp., 1954
- A zöld gyepen... Játékvezetők és labdarúgók könyve; Sport, Bp., 1957 
  - a könyvet több nyelvre – német, olasz, szlovák, román – lefordították, éveken keresztül volt az európai játékvezetők népszerű tankönyve.
- A zöld gyepen... Játékvezetők és labdarúgók könyve; 2. átdolg., bőv. kiad.; Sport, Bp., 1959
- Szepesi György–Tabák Endre: Chiléből jelentjük... Beszámoló a 7. labdarugó-világbajnokságról; Sport, Bp., 1962
- Tabák Endre–Antal Zoltán–Hoppe Pál: 25 év sportsikerei; Sport, Bp., 1970

## Díjai, elismerései
- Magyar Népköztársasági Sportérdemérem ezüst fokozat (1951)[2]
- Munka Érdemrend arany fokozata (1969)[3]
- Aranytollas újságíró (1989)

## Külső hivatkozások
- Tabák Endre. epa.oszk.hu. (Hozzáférés: 2016. április 10.)
- Tabák Endre. lapajszerint.blog.hu. (Hozzáférés: 2016. április 10.)
- Tabák Endre. mifocink.com. [2020. november 25-i dátummal az eredetiből archiválva]. (Hozzáférés: 2016. április 10.)